# 블라이드
블라이드(BLITHE)는 2017년 VALUE CREATION SERVICE에서 출시한 대한민국의 화장품 브랜드이다. 고체세럼과 세수팩 등 기존 화장품 시장에 존재하지 않는 혁신적인 제품들을 잇따라 선보이며 미국  세포라, 유럽 두글라스, 홍콩 사사, 프랑스 갤러리라파예트, 영국 셀프리지, 북유럽 뱅거헤드, 이탈리아 라 리나센토, 러시아 골든애플, 인도네시아 C&F 등 글로벌 유통에 입점하면서 성장해오고 있다. 
특히, 한국 전통 미용 비법인 쌀뜨물 세안에서 착안한 세수팩(Splash Mask)은 뉴욕타임즈와 WWD에서 언급되며 글로벌 화장품 시장에서 새로운 카테고리를 열어 K뷰티의 혁신으로 찬사를 받았고, 고체세럼(Pressed Serum)은 많은 글로벌 유명 브랜드에서 미투제품들이 나오기도 하였다.  그 중 차가버섯으로 만든 프레스드 세럼 툰드라 차가는 블라이드 대표 제품으로 미국 인기 방송인 샤크탱크에 제품에 소개되어 샤크탱크 투자자들에게 주목을 받았으며, 미국 QVC 홈쇼핑에서 10분만에 완판된 기록도 가지고 있다. 
글로벌 뷰티 업계에서 입소문 난 블라이드는 2023년 10월 영국 롤스로이스 본사 20주년 행사에 한국 브랜드 최초로 초대되어 글로벌 브랜드와 함께 런던 행사에 참석하기도 하였다.  국내에서는 가수 이하이의 피부 루틴으로 세수팩이 소개되면서 유명세를 탔다. 

## 브랜드 컨셉
블라이드는 열정적이고 독립적인 여성들의 다채로운 라이프 스타일에서 영감을 받아 'So Smart, So Delightful'을 슬로건 내세워 여성들이 달라진 피부를 통해 얻은 자신감 넘치는 삶과 즐거운 하루하루를 응원한다.  스킨케어는 심플하고 강력해야한다는 메시지로 도시 여성의 라이프 스타일을 관찰하고 기존의 복잡한 스킨케어 루틴을 심플하게 재구성해 멀티-태스킹한 기능을 갖도록 연구하고, 국내 최고의 연구진과 함께 제품의 효능을 극대화하고 흡수력을 높이며 자극을 최소화하는 등 민감한 피부에 최적화된 레시피를 개발해 제품에 담아낸다. 